# 东关街道 (宝鸡市)
东关街道，是中华人民共和国陕西省宝鸡市陈仓区下辖的一个乡镇级行政单位。

## 行政区划
东关街道下辖以下地区：
太公庙村、五一村、西高泉村、东高泉村、双碌碡村、南阳村、大王村、巩家泉村、洪塬村、鲁家庄村、天官庙村、西秦村、土桥村和贾家崖村。